# Vicepolitimester
Vicepolitimester er en stillingsbetegnelse for en chargeret tjenestemandsansat jurist i politiet på niveau mellem politiassessor og politimester. Rangen er på samme niveau som en politiadvokat samt til en vicestatsadvokat ansat ved en statsadvokat eller hos Rigsadvokaten.
I forbindelse med politireformen den 1. januar 2007 anvendes titlen som vicepolitimester fremover kun af Politiet i Grønland og på Færøerne samt i Rigspolitiet. I politikredsene i Danmark er den øverste chefs stedfortræder nu en vicepolitidirektør, og denne er stedfortræder for politidirektøren i en af Danmarks 12 politikredse.
Politiadvokater fungerer som chefer for advokaturer i de danske politikredse og er på samme niveau i politiets rangsystem som vicepolitimester. Politiadvokater arbejder udelukkende i anklagemyndigheden og har – modsat vicepolitimestre – ikke del i politikredsens ledelse.